# Dilophodes
Dilophodes is een geslacht van vlinders van de familie spanners (Geometridae), uit de onderfamilie Ennominae.

## Soorten
- D. amplificata Bastelberger, 1905
- D. elegans Butler, 1878
- D. pavida Bastelberger, 1911
- D. xanthura Prout, 1928